# DeAngelo Williams
DeAngelo Williams (Wynne, 25 aprile 1983) è un giocatore di football americano e wrestler statunitense che gioca nel di ruolo running back nella National Football League (NFL).

## Carriera nel football americano

### Carolina Panthers
Al college, Williams giocò a football all'Università di Memphis. Nel Draft NFL 2006 fu selezionato come 27ª scelta assoluta dai Carolina Panthers. Il debutto nella NFL avvenne il 10 settembre 2006 contro gli Atlanta Falcons indossando la maglia numero 34. I primi due anni di carriera li trascorse come riserva del running back titolare DeShaun Foster.
Nella stagione 2008 gioca per la prima volta tutte le 16 gare dei Panthers come titolare, correndo 1.515 yard e 18 touchdown, venendo convocato per il primo Pro Bowl della carriera. Nella stagione 2009, Williams giocò 13 partite, tutte come titolare, superando nuovamente le mille yard stagionali.

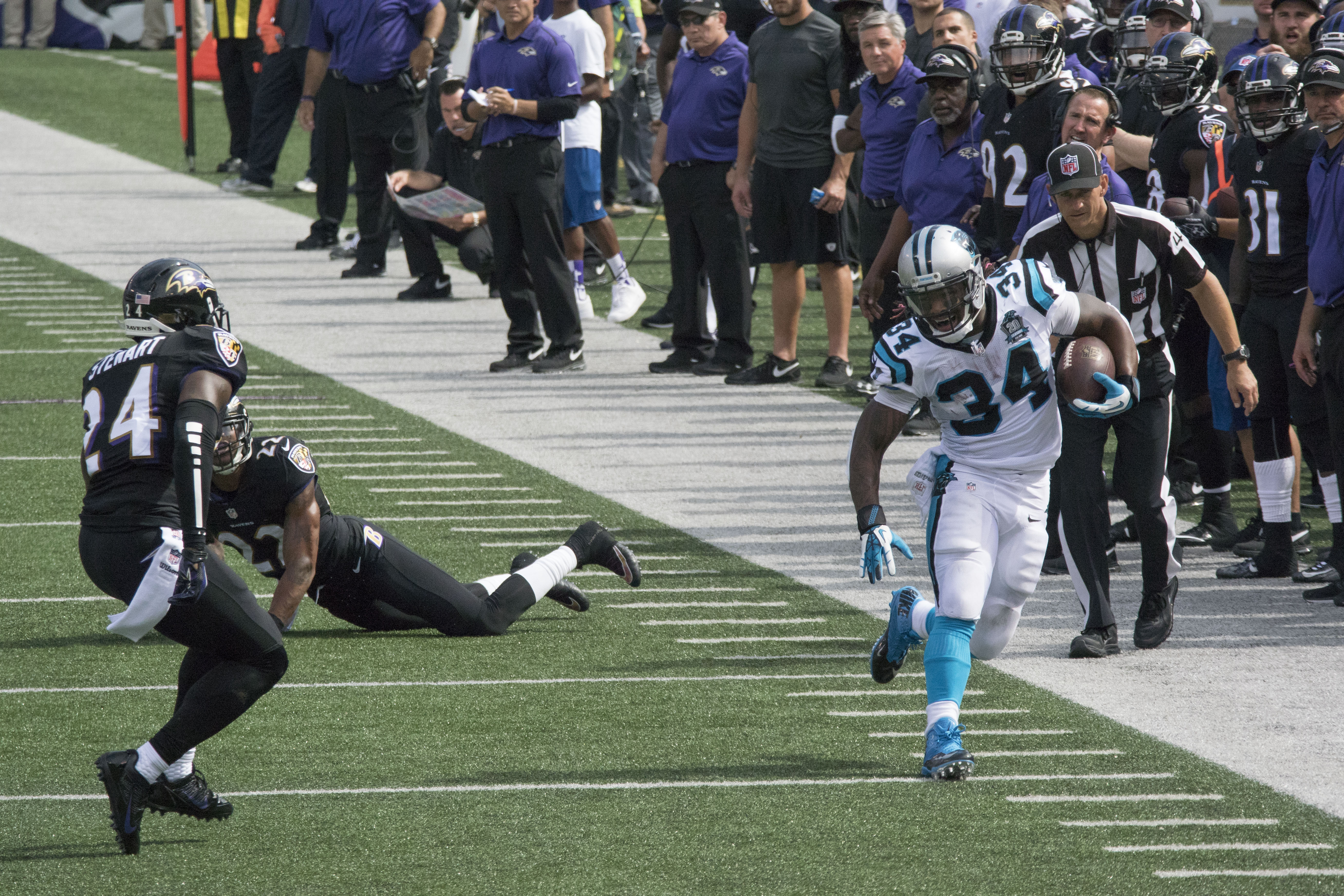
Williams nel 2014 coi Panthers

Il 24 ottobre 2010, durante la partita contro i San Francisco 49ers, Williams si infortunò al piede destro, perdendo tutto il resto della stagione. Il 17 novembre venne inserito nella lista infortunati.
Il 27 luglio 2011 firmò con i Panthers un'estensione contrattuale quinquennale, del valore totale di 43 milioni di dollari. Nella stagione 2011, Williams tornò a disputare tutte le 16 partite, 14 delle quali come titolare, correndo per 836 e 7 touchdown.
Nell'ultima gara della stagione 2012, Williams disputò la sua miglior partita dell'anno, correndo 210 yard e segnando due touchdown.
Il primo touchdown della stagione 2013, Williams lo segnò nella settimana 8 nella vittoria in trasferta sui Tampa Bay Buccaneers. Il secondo due settimane dopo nella importante vittoria in casa dei quotati San Francisco 49ers. Con una vittoria sui Jets nella settimana 15, Carolina salì a un record di 10-4. In quella gara Williams corse 81 yard, ne ricevette 87 e segnò un touchdown su ricezione. La domenica successiva segnò un touchdown su corsa e con la vittoria sui New Orleans Saints i Panthers ottennero la prima qualificazione ai playoff dal 2008.

### Pittsburgh Steelers

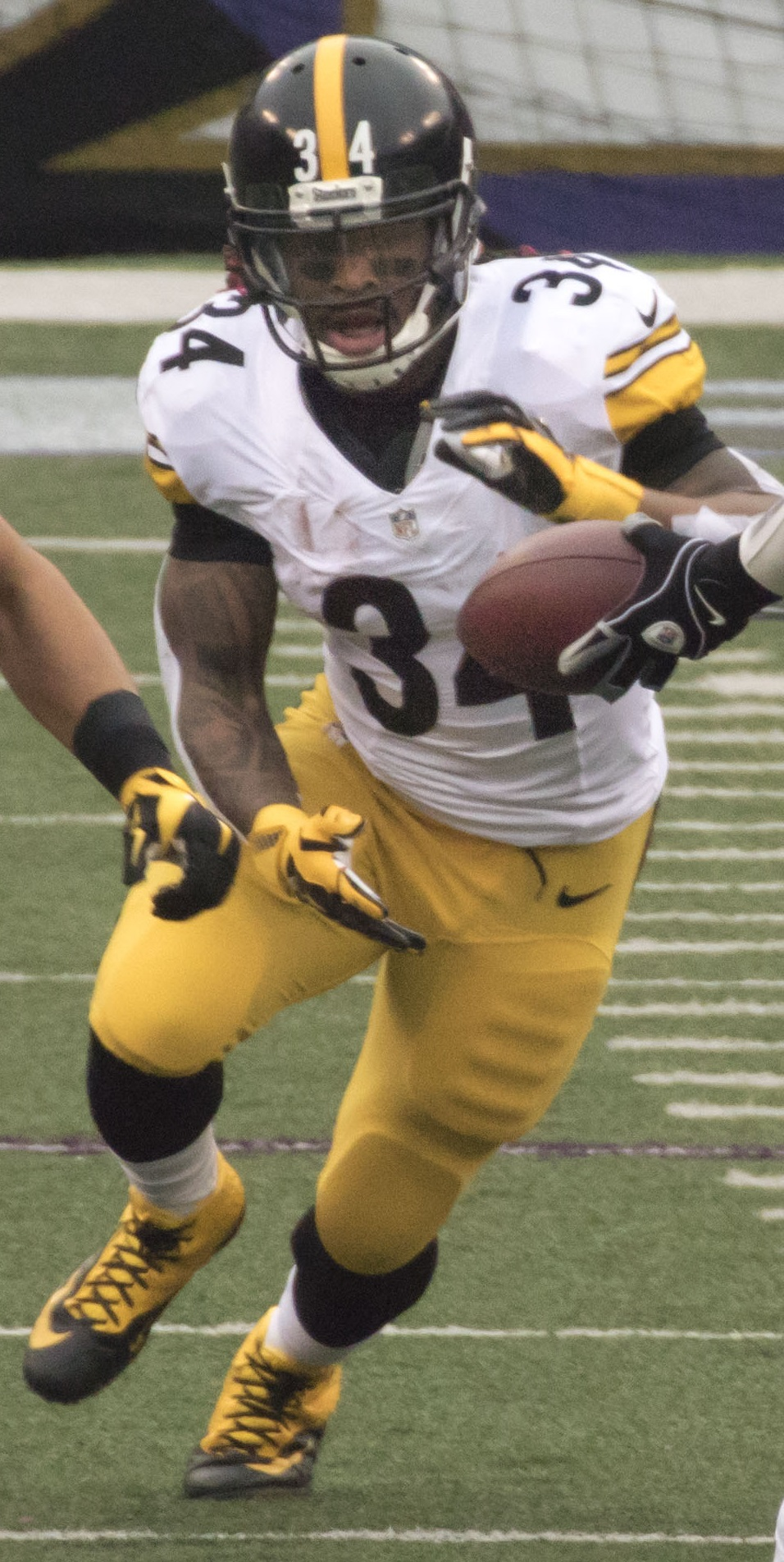
Williams nel 2015

Il 13 marzo 2015, Williams firmò coi Pittsburgh Steelers. Nella prima partita con la nuova maglia, partito come titolare al posto dello squalificato Le'Veon Bell, corse 127 yard su 21 tentativi nella sconfitta esterna coi Patriots. La settimana successiva pareggiò il record di franchigia segnando tre touchdown su corsa nella vittoria interna sui 49ers. Bell in seguito fece ritorno in campo ma si infortunò dopo breve, così Williams rimase il titolare degli Steelers per il resto dell'annata. Nella settimana 9 corse un massimo stagionale di 170 yard e con due touchdown su corsa superò quota cinquanta in carriera, nella vittoria sul filo di lana contro i Raiders. Dopo questa prova, per la seconda volta in carriera fu premiato come running back della settimana. Tornò a ricevere tale premio nel tredicesimo turno quando corse 134 yard su 26 tentativi nella vittoria sui Colts. Sette giorni dopo, con due TD nella vittoria sui Bengals, raggiunse quota otto in stagione, il suo massimo dalla stagione 2008. La stagione regolare di Williams si chiuse guidando la NFL per la seconda volta in carriera con 11 touchdown su corsa, assieme ad altri tre giocatori.
Con Le'Veon Bell nuovamente squalificato per doping, Williams iniziò la stagione 2016 come titolare nella vittoria esterna sui Redskins in cui corse 143 yard e segnò due touchdown. A 33 anni fu il più vecchio giocatore a correre almeno 100 yard e 2 TD da Jerome Bettis nel 2005. Per quella prestazione fu premiato come giocatore offensivo della AFC della settimana e come running back della settimana.

## Carriera da nel wrestling
Il 2 luglio 2017, Williams ha debuttato come wrestler all'evento Impact Wrestling Slammyversary XV.

## Palmarès
- Convocazioni al Pro Bowl: 1

2009
- Second-Team All-Pro: 1

2008
- Running back della settimana: 4

14ª del 2008, 9ª e 13ª del 2015, 1ª del 2016
- Miglior giocatore offensivo della NFC del mese: 1

dicembre 2008
- Miglior giocatore offensivo della AFC della settimana: 1

1ª del 2016
- Leader della NFL in touchdown su corsa: 2

2008, 2015
- College Football Hall of Fame - classe del 2023

## Statistiche
Stagione regolare
| Anno  | Squadra | P   | PT | Corse | Corse | Corse | Corse | Corse | Ricezioni | Ricezioni | Ricezioni | Ricezioni | Ricezioni | Ritorni di kickoff | Ritorni di kickoff | Ritorni di kickoff | Ritorni di kickoff | Ritorni di kickoff | Fumble | Fumble |
| Anno  | Squadra | P   | PT | Ten   | Yard  | Media | Max   | TD    | Ric       | Yard      | Media     | Max       | TD        | Rit                | Yard               | Media              | Max                | TD                 | Fum    | Persi  |
| ----- | ------- | --- | -- | ----- | ----- | ----- | ----- | ----- | --------- | --------- | --------- | --------- | --------- | ------------------ | ------------------ | ------------------ | ------------------ | ------------------ | ------ | ------ |
| 2006  | CAR     | 13  | 2  | 121   | 501   | 4.1   | 31    | 1     | 33        | 313       | 9.5       | 41        | 1         | 32                 | 623                | 19.5               | 39                 | 0                  | 1      | 0      |
| 2007  | CAR     | 16  | 0  | 144   | 717   | 5.0   | 75    | 4     | 23        | 175       | 7.6       | 30        | 1         | 13                 | 231                | 17.8               | 29                 | 0                  | 1      | 1      |
| 2008  | CAR     | 16  | 16 | 273   | 1,515 | 5.5   | 69    | 18    | 22        | 121       | 5.5       | 25        | 2         | --                 | --                 | --                 | --                 | --                 | 0      | 0      |
| 2009  | CAR     | 13  | 13 | 216   | 1,117 | 5.2   | 77    | 7     | 29        | 252       | 8.7       | 30        | 0         | --                 | --                 | --                 | --                 | --                 | 3      | 3      |
| 2010  | CAR     | 6   | 6  | 87    | 361   | 4.1   | 39    | 1     | 11        | 61        | 5.5       | 14        | 0         | --                 | --                 | --                 | --                 | --                 | 1      | 1      |
| 2011  | CAR     | 16  | 14 | 155   | 836   | 5.4   | 74    | 7     | 16        | 135       | 8.4       | 32        | 0         | --                 | --                 | --                 | --                 | --                 | 0      | 0      |
| 2012  | CAR     | 16  | 10 | 173   | 737   | 4.3   | 65    | 5     | 13        | 187       | 14.4      | 53        | 2         | --                 | --                 | --                 | --                 | --                 | 2      | 2      |
| 2013  | CAR     | 15  | 15 | 201   | 843   | 4.2   | 43    | 3     | 26        | 333       | 12.8      | 72        | 1         | --                 | --                 | --                 | --                 | --                 | 3      | 2      |
| 2014  | CAR     | 6   | 6  | 63    | 219   | 3.5   | 17    | 0     | 5         | 44        | 8.8       | 30        | 0         | --                 | --                 | --                 | --                 | --                 | 1      | 1      |
| 2015  | PIT     | 16  | 10 | 200   | 907   | 4.5   | 55    | 11    | 40        | 367       | 9.2       | 34        | 0         | --                 | --                 | --                 | --                 | --                 | 4      | 2      |
| Total | Total   | 133 | 92 | 1,632 | 7,753 | 4.8   | 77    | 57    | 218       | 1,988     | 9.1       | 72        | 7         | 45                 | 854                | 19.0               | 39                 | 0                  | 16     | 12     |

### Record di franchigia dei Panthers
- Corsa più lunga: 77 yard (nel 2009 contro gli Arizona Cardinals)
- Maggior numero di yard corse in una stagione: 1.515 (2008)
- Maggior numero di touchdown su corsa in una stagione: 18 (2008)
- Maggior numero di yard corse in una partita: 210 (2012)
- Maggior numero di touchdown su corsa in una partita: 4